# ソフトバンクロボティクスグループ
ソフトバンクロボティクスグループ株式会社（英: SoftBank Robotics Group Corp.、略称：SBRG）は、東京都港区に本社を置くソフトバンクグループの中間持株会社。自律型ヒューマノイド・ロボットPepperを中心とするロボット事業の企画、開発、販売を行うソフトバンクロボティクスの完全親会社。ソフトバンクグループはSBRGの議決権の60％を保有している。
ソフトバンクロボティクス以外の傘下にPepperの開発デザインのアルデバランロボティクス社（現：SoftBank Robotics Europa）、感情認識技術のAGI社、V-Sido OSを開発するアスラテック社、クラウドAIサービスのcocoro SB社、cocoro SB社の子会社で自然言語処理のサイネット社、ボストン・ダイナミクスなどがある。

## 沿革
- 2011年 - ソフトバンク100％出資で「アミューズスリー株式会社」設立
- 2012年3月 - 純損失900万円を計上
- 2013年3月 - 純利益1500万円を計上
- 2014年
  - 3月 - 純損失46億7000万円を計上
  - 6月5日 - 家庭向け人型ロボットPepper発表[2]
  - 7月24日 - ソフトバンクロボティクス株式会社設立
  - 8月1日 - ソフトバンクモバイルからロボット事業譲渡[3]
  - 8月27日 - アミューズスリー株式会社から「ソフトバンクロボティクスホールディングス株式会社」へ商号変更[4]
- 2015年
  - 2月10日 - IBMとソフトバンクテレコムが人工知能ワトソンサービス事業で提携[5][6]
  - 3月 - 純損失82億6200万円を計上
  - 5月11日 - ソフトバンクがSBRHを含む関係会社株式評価損320億4700万円を特別損失に計上[7]
  - 6月18日 - SBRHが第三者割当増資を行い阿里巴巴集団と鴻海精密工業が145億円ずつ引受け議決権20％ずつ取得[8]
  - 6月18日 - ソフトバンクグループがフェッチロボティクスへ2000万ドルを出資[9]
- 2015年11月1日 - 「ソフトバンクロボティクスグループ株式会社」へ社名変更[10]
- 2017年
  - 6月9日 - ソフトバンクグループがSCHAFTとボストン・ダイナミクスを買収と報道されたが[11]、その後SCHAFTの多くの職員がソフトバンクで働くことを拒否したため、買収はボストン・ダイナミクスのみ成立し、SCHAFT買収は成立せず[12]
  - 12月6日 - ソフトバンクグループがフェッチロボティクスへ2500万ドルを出資[13]